# Aminat Yusuf Jamal
Aminat Yusuf Jamal, född 27 juni 1997, är en friidrottare från Bahrain. Hon deltog vid olympiska sommarspelen 2020.